# 81式自動歩槍
81式自動歩槍（簡体字: 81式自动步枪）は、中国で開発・製造されたアサルトライフル（自動小銃）である。
“歩槍”とは中国語で歩兵銃もしくは小銃の意である。

## 概要
81式自動歩槍は7.62x39mm弾を使用する63式自動歩槍を元に開発され、1981年に中国人民解放軍に採用された。AK-47を国産化した56式自動歩槍の後継装備として開発されたが、全ての交換が終わるより先に旧式化し、その後採用された95式自動歩槍や03式自動歩槍への更新が進められている。
前身の63式は56式半自動歩槍（国産化されたSKSカービン）を元に、そのショートストロークピストン方式のガス圧利用方式を継承しつつ、ボルト閉鎖方式をティルティング・ボルト方式から56式自動歩槍を参考にしたターンロックボルト方式に変更し、ガスバイパス部分に規制子（ガスレギュレーター）を追加、弾倉を固定式から着脱式の箱型弾倉に変更し、全自動射撃機構を追加するなどの改良を行ったものである。
しかし、63式は規制子を追加して連射速度の調整を図ったことによりSKSやAKと比べて連射時の集弾性が改善されたものの、SKSカービンと同型の曲銃床では反動の制御に限界があり、当時の中国工業界の限界に起因する劣悪な工作精度のために品質面での問題もあった。
それを受け、63式の技術的欠陥・不備の解消を試みると共に、近代的なアサルトライフルの形態（直銃床や独立したピストルグリップの追加など）への再設計が行われ、これが1981年に81式自動歩槍として採用されたものである。
AK-47やその派生型では、引き金の直前に弾倉口があり、用心鉄（トリガーガード）と弾倉止め（マガジンキャッチ）が一体化している。これに対して、SKSや63式を母体とする81式では、引き金・用心鉄と弾倉口・弾倉止めが離れているのが外見上の特徴である。銃身先端にはライフルグレネード用のアダプターがあるが、M203に酷似したアンダーマウント方式のグレネードランチャーも存在する。

## 各型および派生型
81-1式自動歩槍（簡体字: 81-1式自动步枪）
56-2式自動歩槍と同じサイドスイングストックを備えたもの。
81式班用軽機槍（81式班用轻机枪）
銃身を延長して折りたたみ式二脚を追加し、銃床を大型のものに変更した、75連ドラムマガジンなどを使用する分隊支援火器。AK-47におけるRPK軽機関銃に相当する。
87式自動歩槍（87式突撃歩槍）(中国語ページ)（87式自动步枪 / 87式突击步枪）
使用弾薬を7.62x39mm弾から、新型の5.8x42mm弾へ変更したもの。銃床は側面折り畳み式に、ハンドガードは樹脂製に変更されている。
87A式自動歩槍（87A式自动步枪）の開発を経て、後の95式自動歩槍（95式自动步枪）開発の母体となった。
Type 81 "Tactical" 
2012年に中国人民武装警察が使用していることが映像で確認された近代化改修型。ハンドガードが上下左右の4面にピカティニー・レールを備えたものに変更されており、映像では光学照準器やタクティカルライト、グリップポッド（二脚内蔵型フォアグリップ）等が装着されている。
81式A型(Type 81 A)
2018年の珠海中国国際航空宇宙博覧会に出品された近代化改修型。ハンドガードがKeymodスロット(英語版)を備えたアルミニウム製のものとなり、レシーバー上面にはピカティニー・レールが装備されている。ストックはAR系列互換の伸縮式になっている。

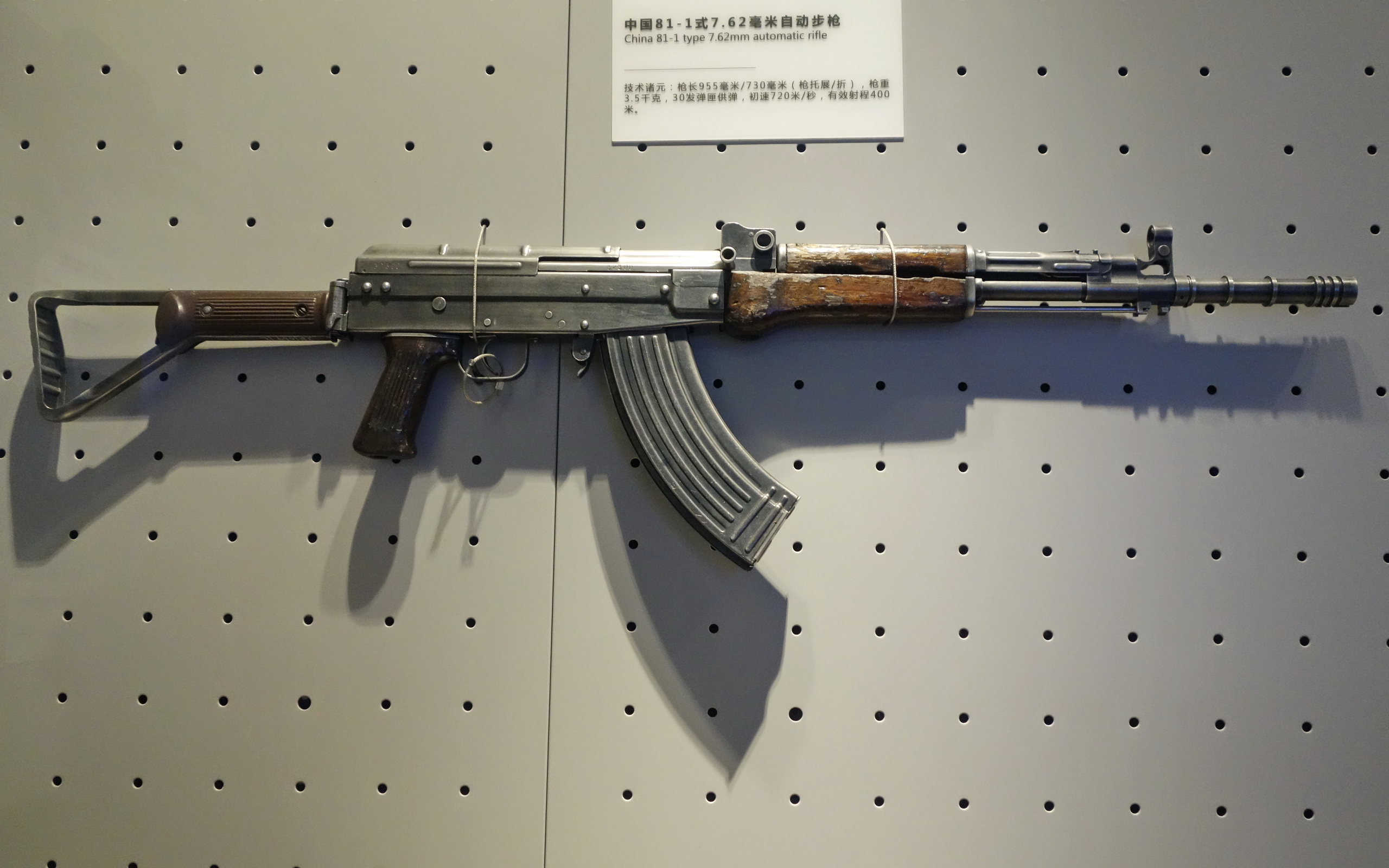
81-1式自動歩槍
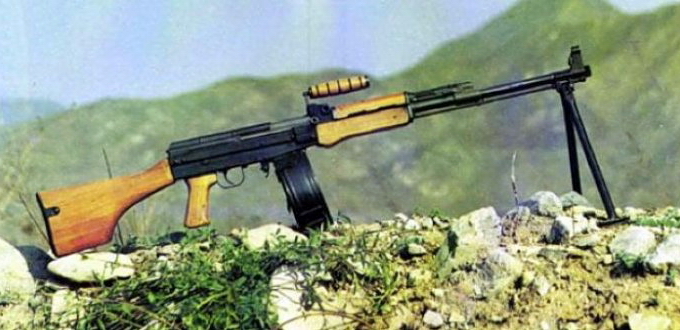
81式班用軽機槍
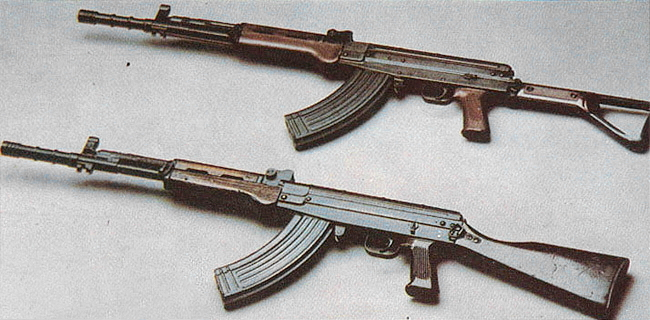
81-1式自動歩槍（上）および81式自動歩槍（下）

## 運用国
- 中国
- カンボジア
- スリランカ
- スーダン
- アルジェリア
- ジブチ

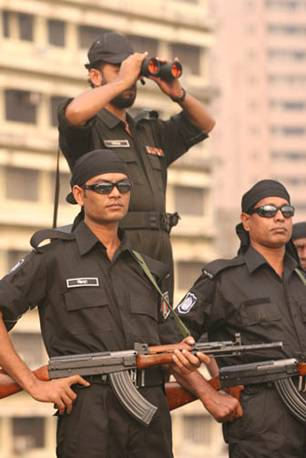
バングラデシュ警察緊急対応大隊（RAB）の隊員が携行している81式自動歩槍

- ミャンマー - 過去にはミャンマー軍におけるG3の後継ライフルとしてライセンス生産の計画もあったが、ミャンマー軍のトライアルでイスラエルのIMI ガリルに敗れて実現しなかった。現在はトライアルにおいて少量輸入した物、後記の民兵組織から鹵獲した物を一部部隊で使用している。一方、中国の影響下にあるワ州連合軍やカチン防衛軍といった民兵組織では相当数使用されているとみられる。
- ネパール
- パキスタン
- バングラデシュ
- ニジェール
- タンザニア
- ルワンダ